# Çərtəyəz
Çərtəyəz è un comune dell'Azerbaigian situato nel distretto di Kürdəmir.